# شذاوة (إب)

تعديل مصدري - تعديل

شذاوة محلة تابعة لقرية دارمرشد، التابعة لعزلة الحوج القبلي بمديرية إب إحدى مديريات محافظة إب في الجمهورية اليمنية.، بلغ تعداد سكانها 190 حسب تعداد اليمن لعام 2004.